# Meoma ventricosa
Meoma ventricosa is een zee-egel uit de familie Brissidae. De wetenschappelijke naam werd voor het eerst geldig gepubliceerd in 1816 door Jean-Baptiste de Lamarck.